# Moselfest Winningen

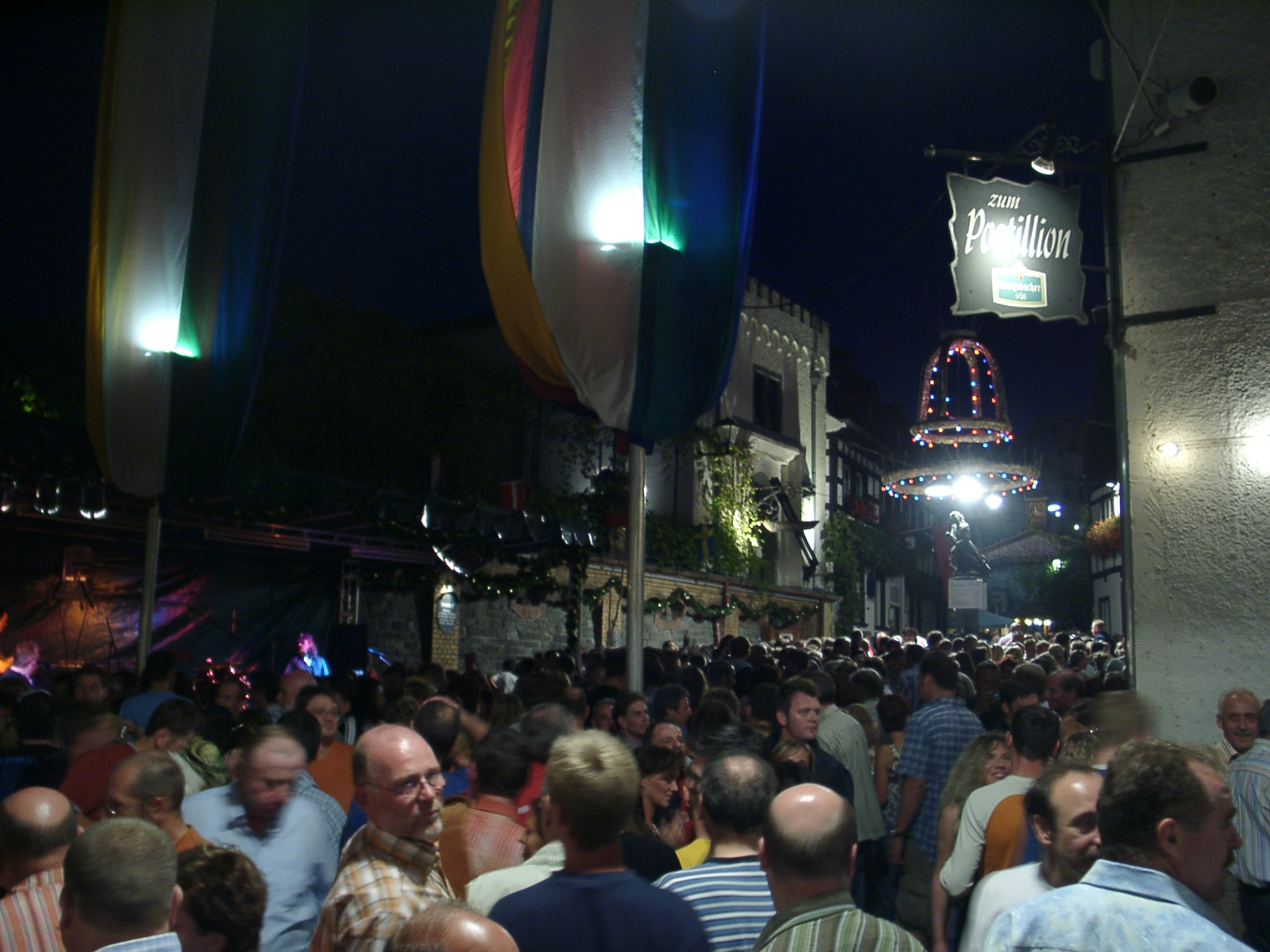
Moselfest 2005: Der Mittelpunkt des Festes befindet sich am Weinhexbrunnen.

Das Moselfest Winningen findet jährlich in Winningen an der Mosel statt. Es wird vom örtlichen Fremdenverkehrsverein veranstaltet und zählt zu den traditionellen Weinfesten des Weinbaugebiets Mosel.
Das zehntägige Fest beginnt am Freitag vor dem letzten Samstag im August und endet am Sonntag der darauffolgenden Woche mit dem als Höhepunkt geltenden Abschlussfeuerwerk „Die Mosel im Feuerzauber“.
Während des Moselfestes finden auf der Festspielbühne in der Ortsmitte Aufführungen eines meist zu diesem Anlass verfassten Heimatstücks statt.